# Sigrid Heuck
Sigrid Heuck (11. května 1932 Kolín nad Rýnem – 3. října 2014) byla německá spisovatelka knih pro děti a mládež.

## Život
Ačkoliv se narodila Kolíně nad Rýnem, žije od roku 1949 v Bavorsku pod Alpami. Po studiu módního návrhářství navštěvovala Akademii výtvarných umění v Mnichově. Poté pracovala jako samostatná ilustrátorka a takto se dostala od ilustrací k psaní. Sigrid Heuck žila na statku poblíž obce Geretsried nedaleko Bad Tölz, kde chovala koně. Kniha Colleen – die Geschichte eines Pferdes (Coleen – životní příběh koně) pojednává o jednom z nich.

## Dílo
Sigrid Heuck psala knihy především pro věkovou skupinu desetiletých dětí a velice často se zabývala tématem koní. S nákladem přes jeden a půl miliónů výtisků zůstává jejím nejúspěšnějším dílem kniha Pony, Bär und Apfelbaum (Poník, medvěd a jabloň).

## Překlady do jiných jazyků
Díla spisovatelky Sigrid Heuck jsou překládány z němčiny do jiných jazyků a tyto překlady získávají podobně jako v Německu různá ocenění. Do češtiny však nebyla dosud přeložena žádná její kniha.

## Ocenění
- 1984 – Cena Friedricha Gerstäckera za knižní titul Mondjäger
- 1988 – Cena Phantastik udělovaná městem Wetzlar za knižní titul Saids Geschichte oder der Schatz in der Wüste
- 1991 – Velká cena německé akademie literatury pro děti a mládež za knižní titul Maisfrieden

## Vydané knižní tituly
- Das Pferd aus den Bergen (Kůň z hor)
- Saids Geschichte oder der Schatz in der Wüste
- Der Windglockentempel
- Die Reise nach Tandilan (Cesta do Tandilanu)
- Petah Eulengesicht (Petah, soví tvář)
- Long John Tabakstinker
- Cowboy Jim (Kovboj Jim)
- Windmähne (Hříva ve větru)
- Aminas Lied (Aminina píseň)
- Der Ritter und die Geisterfrau
- Die Prinzessin vom gläsernen Turm – Märchen und Geschichten (Princezna ze skleněné věže – pohádky a pověsti)
- Die alte Mühl
- Meister Joachims Geheimnis (Tajemství mistra Jáchyma)
- Pony, Bär und Apfelbaum (Poník, medvěd a jabloň)
- Colleen – die Geschichte eines Pferdes (Coleen – životní příběh koně)
- Irgendwo-Nirgendwo (Někde-nikde)
- Maisfrieden, vydáno 1990, ISBN 3-423-70188-9
- Der Elefantenjunge (Sloní mládenec)
- Der Fremdling (Přivandrovalec)
- Mondjäger